# جامعة موليزي
جامعة موليزي (بالإيطالية: Università degli Studi del Molise، وتختصر إلى: UNIMOL) هي جامعة إيطالية عامة مقرها مدينة كامبوباسو الإيطالية. تأسست سنة 1982 بموجب القانون رقم 590، ووفقًا للخطة الموضوعة بتطوير وإنشاء جامعات جديدة. يبلغ عدد طلاب الجامعة 8224 طالبًا، وفقًا لإحصاء العام الأكاديمي 2011/2012.
يتوزع حرم الجامعة بين أربعة مقرات، جميعها في منطقة موليزي، في المدن الآتية:
- كامبوباسو (مقر الإدارة)
- تيرمولي
- بيسكي
- إيزرنيا

## وصلات خارجية
- الموقع الرسمي للجامعة (بالإيطالية) (بالإنجليزية)